# Franz Schiftan
Franz Schiftan (* 1. Juni 1870 in Breslau; † 17. Oktober 1936 in Berlin) war ein deutscher Landwirt und Politiker (DVP).

## Leben und Beruf

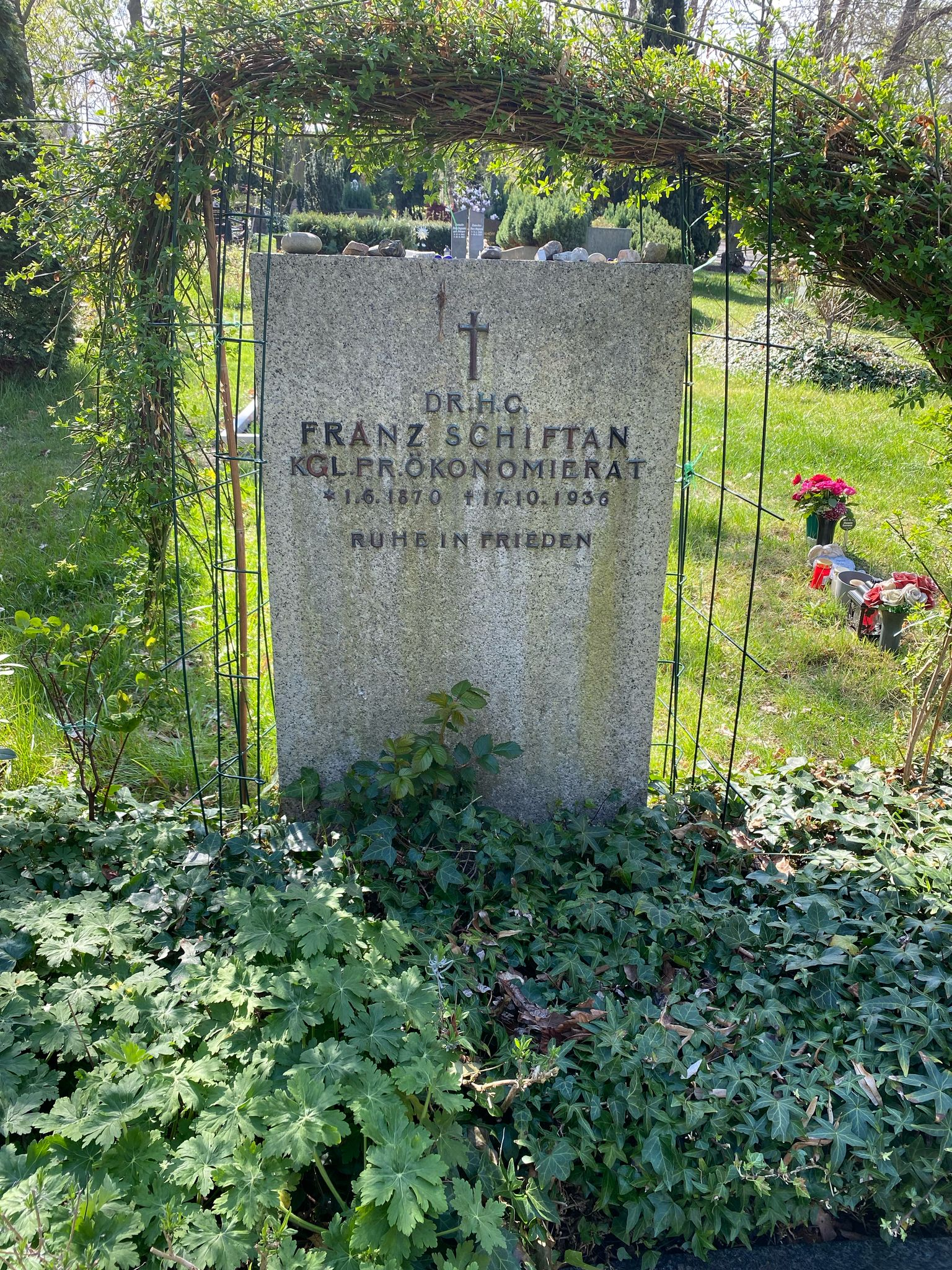
Grabstätte

Schiftan war seit 1888 als Landwirt tätig, wechselte später in den preußischen Staatsdienst und wurde zum Ökonomierat ernannt. Während des Ersten Weltkrieges fungierte er als Sachverständiger für Landwirtschaft beim Oberkommando Ost, als Verwaltungschef in Warschau und als Beamter im preußischen Kriegsministerium.
Franz Schiftan wurde auf dem Alten St.-Matthäus-Kirchhof beigesetzt.

## Abgeordneter
Schiftan war von 1928 bis 1932 Mitglied des Preußischen Landtages.

## Ehrungen
- Ehrendoktorwürde (Dr. h. c.)